# Форбург

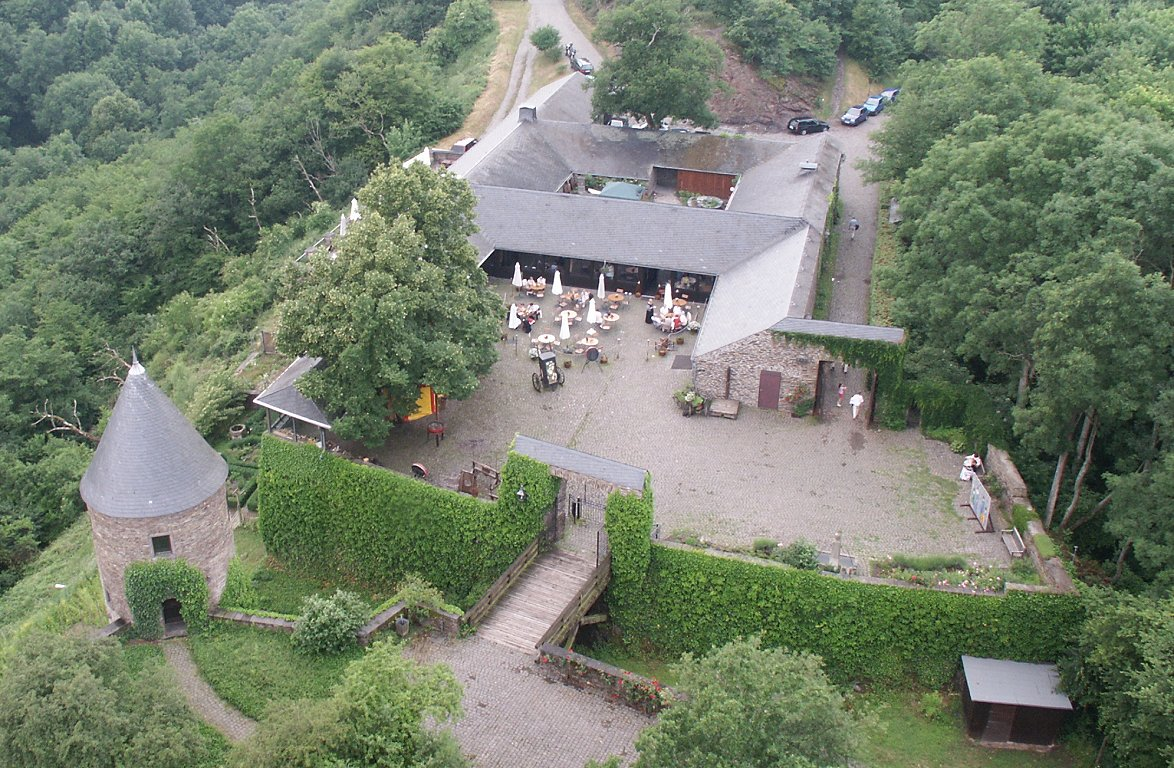
Форбург замка Пюрмонт

Форбург (нем. Vorburg «перед крепостью») — внешняя часть замка или крепости, которая построена для защиты основного прохода к центральной части оборонительных сооружений и одновременно служит местом размещения вспомогательных зданий, для которых не нашлось места в цитадели.

## История

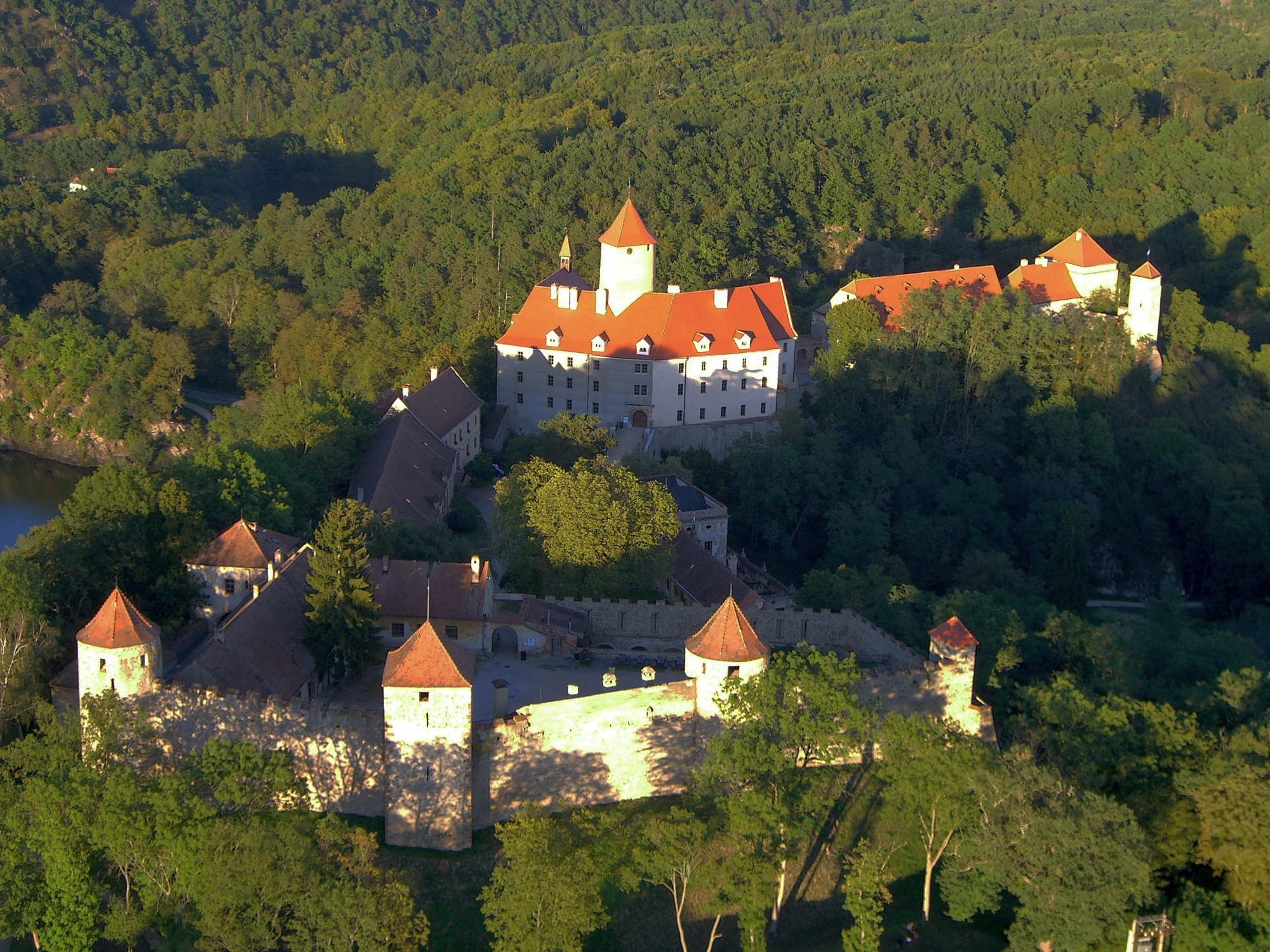
Вевержи в Чехии с форбургом

Замок со времён раннего Средневековья традиционно размещали в таких местах, где была естественная защита: высокий холм, скалистый утёс, остров на озере и пр. При этом в замке далеко не всегда хватало места для размещения всех необходимых хозяйственных объектов: конюшен, мастерских, складов, пивоварни, пекарни, кухни и прочих хозяйственных построек. Кроме того, вход в главный замок (перекидной мост, тропу среди скал и пр.) требовалось также обеспечить предварительными оборонительными средствами. Часто здесь же селили всех тех, кто при обороне цитадели замка мог стать только обузой: слуг, прачек, работников кухни и т. д.. Так возникло понятие «форбург» (от немецкого — «перед крепостью»): отдельной части крепости, которую, как правило, старались защитить оборонительной стеной.
В более поздние времена форбург стал местом размещения таких «излишеств» замкового аскетизма, как каретный двор или здания для размещения гостей. Чаще всего форбург становился гораздо более просторным пространством, чем основной замок. В качестве примера можно назвать замки Моншау и Бюрресхайм. Важные и богатые замки также включали отдельную защищённую стенами рыночную площадь. При этом вход в основной замок всё равно оставался недоступен для обитателей форбурга.
В случае равнинных замков, форбург обычно формировался в виде полумесяца перед воротами цитадели. Перед горными замками форбург формировался в соответствии с рельефом местности. Такой район размещался ниже, чем центральная часть (редкое исключение — замок Рудельсбург в Саксонии-Анхальт). Бывали ситуации, как в случае с крепостью Хельдбург, когда форбург из-за особенностей местности приходилось размещать на значительном удалении от цитадели.
В любом случае важной функциональной особенностью форбурга была защита цитадели. Спасая свои жилища во время нападения врагов и защищая внешние стены, жители «нижнего города» (своеобразного буфера) одновременно становились преградой на пути к главному замку.
Известно немало примеров, когда из форбурга формировался богатый преуспевающий город, с собственным храмом вместо часовни и автономным самоуправлением.